# Ferrovia Hanoi-Haiphong
La ferrovia Hanoi-Haiphong (Đường sắt Hà Nội–Hải Phòng in vietnamita) è una linea ferroviaria a binario unico e scartamento metrico del Vietnam. Collega la capitale Hanoi con la città di Haiphong, sulla costa del golfo del Tonchino. È lunga 102 chilometri ed è stata inaugurata il 16 giugno 1902 durante il dominio coloniale francese.